# Лісін Володимир Сергійович
Володимир Сергійович Лісін (рос. Владимир Сергеевич Лисин) — російський підприємець, основними активами якого є Новолипецький металургійний комбінат (Група НЛМК) і транспортно-логістичний холдинг Universal Cargo Logistics Holding (Перша вантажна компанія, Перша портова компанія, Судноплавна компанія «Волзьке пароплавство»).
Володіючи особистим статком $16,1 млрд, в 2017 році піосів №3 серед 200 найбагатших бізнесменів Росії за версією журналу Forbes.
У травні 2021 року – №2 ($28,5 млрд) серед російських мільярдерів, за версією Bloomberg.
У квітні 2022 очолив рейтинг найбагатших росіян за версією російської редакції журналу Forbes ($18,4 млрд).

## Санкції
Після повномасштабного вторгнення Росії в Україну президент Української федерації стрільби Олег Волков закликав позбавити посад в організації усіх представників Росії та Білорусі, зокрема і Лісіна, який очолює Міжнародну федерацію стрільби, однак Лісін зберіг посаду.
Після того заборони російським суднам заходити у порти Євросоюзу, танкери «Волзького пароплавства» продовжили експортувати нафтопродукти у Європу, перевантажуючи їх на судна під прапорами країн ЄС.
Відповідно до розслідувань The Times і «Схем», НЛМК постачав сталь для розробки ядерної зброї РФ.
Лісін перебуває під санкціями України та Австралії. США, Велика Британія, ЄС та Канада не застосували щодо Лісіна та його компаній економічних обмежень.
1 травня 2025 року Україна посилила санкції проти компаній Лісіна, під санкції потрапили Волзький абразивний завод та Волгабурмаш.

## Родина
- Дружина – Людмила Лісіна (Залєсская).
- Троє дітей: Юрія, Дмитра, Анастасію[13][14].